# ロスコー・スペックマン
ロスコー・スペックマン（Rosko Specman、1989年4月28日 - ）は、南アフリカのラグビー選手。

## プロフィール
- 南アフリカ・グラハムズタウン出身。
- ポジションはウィング(WTB)、フルバック(FB)。
- 身長 176cm、体重 85kg
- リオ五輪の7人制南アフリカ代表に選ばれ[1]銅メダル獲得。

## 略歴
シャークス、ピューマズ、フリーステイト・チーターズ、ブルー・ブルズ、チーターズを経て、2019年、ブルズに加入。
2020年、フリーステイト・チーターズに復帰。
2023年、グリクアズに加入。
2024年、2024パリ五輪の7人制南アフリカ共和国代表に選ばれて銅メダル獲得。
2025年、 インドに新しく創設された7人制ラグビーチームのカリンガ・ブラックタイガーズに加入。